# ジュリー・コッブ
ジュリー・コッブ（Julie Cobb、1947年5月29日 - ）は、アメリカ合衆国の女優。

## 出演作品
- ER緊急救命室 第8シーズン
- リサ/真夜中の殺人コール（英語版）
- パニック・イン・ホスピタル
- 天使を見つけた!
- 大草原の小さな家
- 宇宙大作戦 第2シーズン（レスリー・トンプソン）